# Engelbert Wittich

Engelbert Wittich, 1927

Engelbert Wittich (* 18. April 1878 in Lützenhardt; † 4. März 1937 in Stuttgart-Bad Cannstatt) war ein Schriftsteller in Deutschland, der hauptsächlich zu den Themen jenische Sprache und Sinti publizierte.

## Lebenslauf

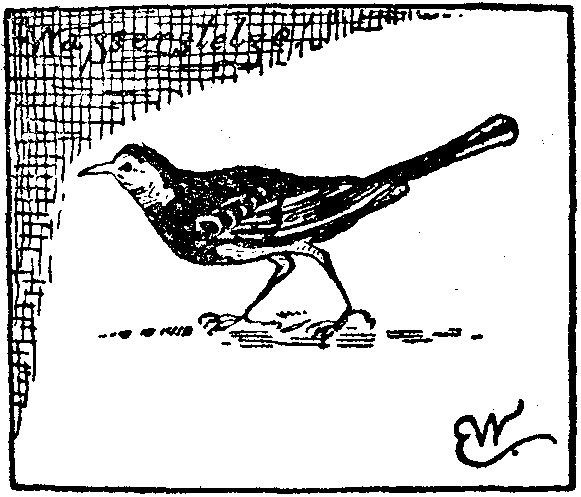
Zeichnung von E. Wittich, vor 1911

Engelbert Wittich ist im jenischen Dorf Lützenhardt am 18. April 1878 als sechstes Kind von Karl Wittich und Katharina Wittich geb. Pfaus geboren. Die Wittichs verdienten sich ihren Lebensunterhalt durch die Herstellung von Bürsten und Korbwaren, die in den Sommermonaten durch Hausierhandel abgesetzt wurden. Engelbert Wittich besuchte nur einige wenige Jahre die Volksschule. Sonst war er mit den älteren Händlern unterwegs auf „Wägelesfahrt“, um Bürstenwaren zu verkaufen. Auf einer dieser Reisen lernte er den Maler Paul Kämmerer kennen, der von Wittichs zeichnerischen Fähigkeiten stark beeindruckt war. So gab Karl Wittich seinen Sohn für einige Zeit zur Ausbildung seines Talentes in die Obhut des Malers. Nachdem er als Zeichner, besonders des Tierlebens, einigen (ungedruckten) Erfolg hatte, begann er mit schriftlichen Schilderungen des Tierlebens. Sogar Karl May soll auf ihn aufmerksam geworden sein und ihm geraten haben, sich mehr dem schriftstellerischen Beruf zuzuwenden. Mit 24 Jahren heiratete er die 17 Jahre ältere Witwe Friederike Denner, geborene Schmid in Straßburg. Diese brachte fünf Kinder aus der ersten Ehe mit in die Familie. Den Lebensunterhalt bestritten die beiden durch ein Schaugeschäft mit kleineren Aufführungen und Puppenspielen. Urkundlich festgehalten sind Aufenthalte resp. Wohnsitze in Pforzheim, Dörreswang-Mühlacker und Stuttgart-Gablenberg. Wittich pflegte Freundschaften mit dem Schriftsteller Heinrich Schäff (d. i. Hermann Zerweck), Gregor Gog, Jo Mihaly und anderen und korrespondierte auch mit Clara Zetkin. Engelbert Wittich starb am 4. März 1937 in Stuttgart-Bad Cannstatt.

## Werke

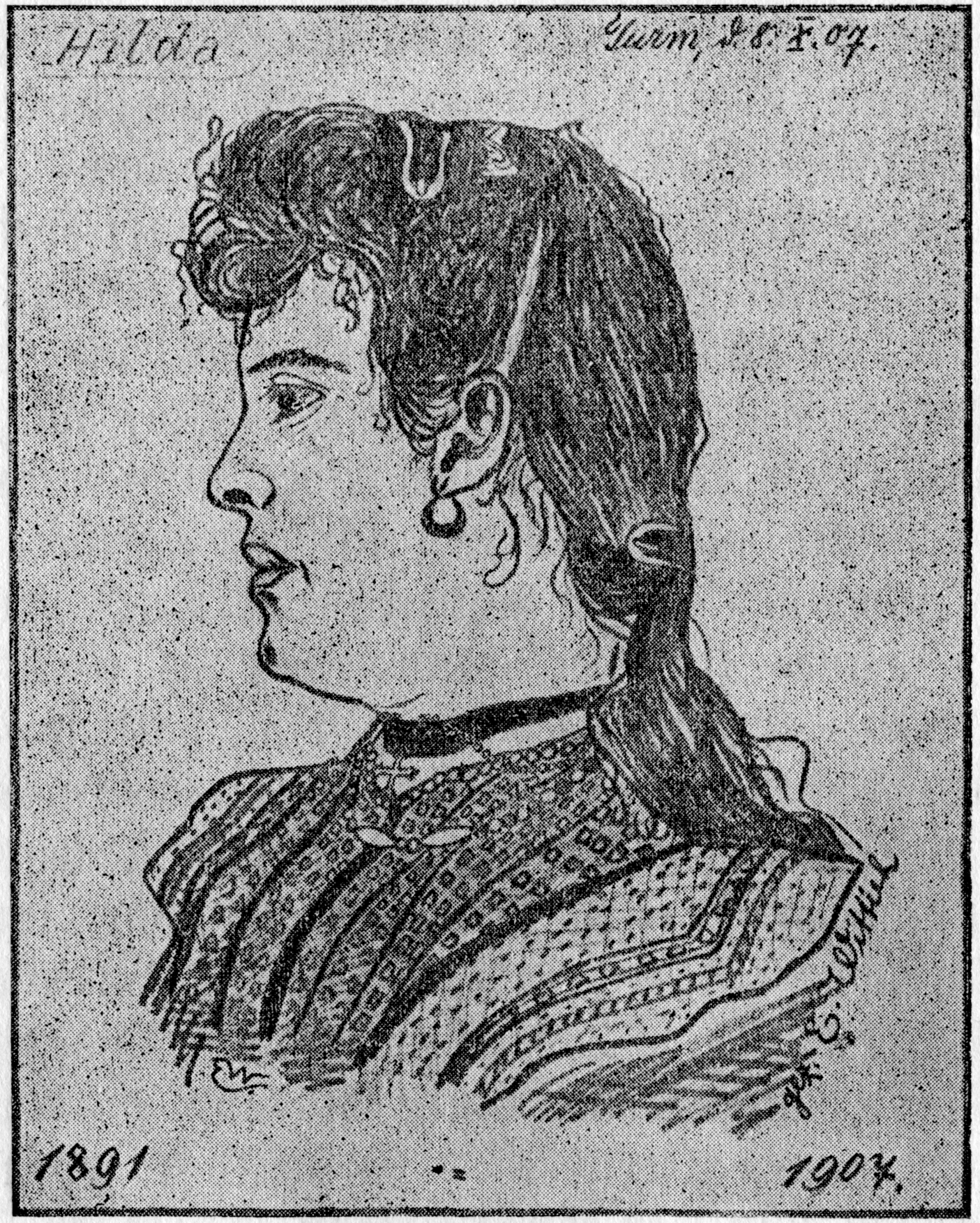
Porträt seiner Stieftochter Hilda Denner, 1907

- Blicke in das Leben der Zigeuner. Huss, Striegau 1911.[1] (Neuauflage 2017, ISBN 978-3-7437-0678-1)
- Die jenische Sprache, in Archiv für Kriminal-Ahthropologie und Kriminalistik, Band 63, Vogel, Leipzig 1915–1916.[2]
- Das echte Zigeuner-Traumbuch. Duphorn, Bad Oldesloe 1926.
- Blicke in das Leben der Zigeuner. Neue, gründlich durchgearbeitete und bedeutend erweiterte Auflage Advent, Hamburg 1927.
- Kasper als Diener. SJW-Heft Nr. 12, Zürich 1932.

Die Bibliographie im Buch brawo sinto! (Joachim S. Hohmann, Fischer Verlag, Frankfurt 1984) weist 64 Arbeiten Wittichs aus, unter anderem für das Schweizerische Archiv für Volkskunde, Journal of the Gypsy Lore Society, Kosmos.

## Sekundärliteratur

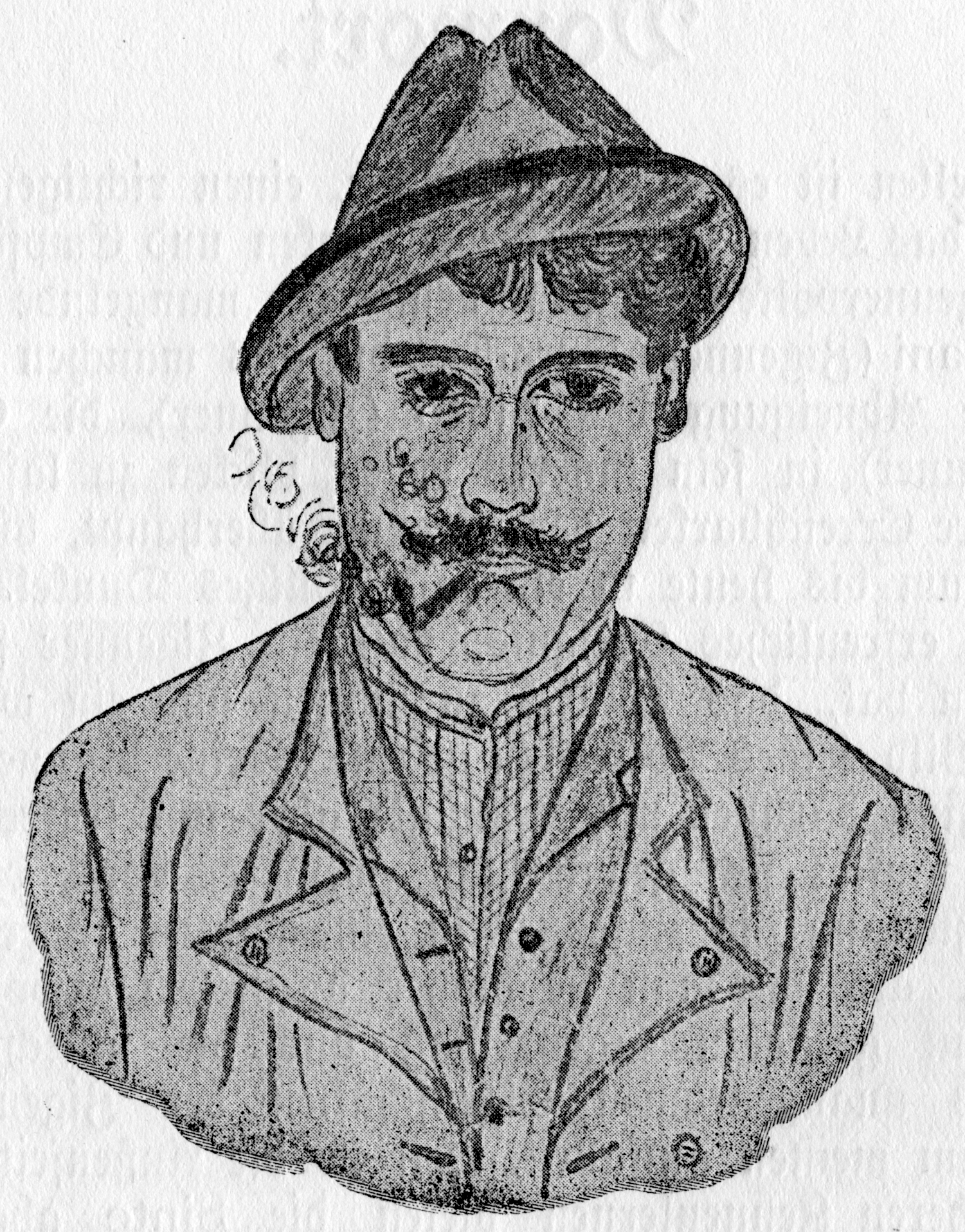
Selbstporträt Wittichs, vor 1911

- Joachim S. Hohmann: brawo sinto! Lebensspuren deutscher Zigeuner. Frankfurt, 1984.
- Joachim S. Hohmann (Hrsg.): Engelbert Wittich – Beiträge zur Zigeunerkunde. Frankfurt, 1990.